# شهرستان هژنگ
شهرستان هژنگ (به لاتین: Hezheng County) یک منطقهٔ مسکونی در چین است که در ولایت خودمختار لینشیا واقع شده‌است.